# UEFA Cup Winners' Cup
| Mùa Giải | Vô Địch             |
| -------- | ------------------- |
| 1960–61  | Fiorentina          |
| 1961–62  | Atlético Madrid     |
| 1962–63  | Tottenham Hotspur   |
| 1963–64  | Sporting CP         |
| 1964–65  | West Ham United     |
| 1965–66  | Borussia Dortmund   |
| 1966–67  | Bayern Munich       |
| 1967–68  | AC Milan            |
| 1968–69  | Slovan Bratislava   |
| 1969–70  | Manchester City     |
| 1970–71  | Chelsea             |
| 1971–72  | Glasgow Rangers     |
| 1972–73  | AC Milan (2)        |
| 1973–74  | 1. FC Magdeburg     |
| 1974–75  | Dynamo Kyiv         |
| 1975–76  | RSC Anderlecht      |
| 1976–77  | Hamburger SV        |
| 1977–78  | RSC Anderlecht (2)  |
| 1978–79  | Barcelona           |
| 1979–80  | Valencia            |
| 1980–81  | Dinamo Tbilisi      |
| 1981–82  | Barcelona (2)       |
| 1982–83  | Aberdeen            |
| 1983–84  | Juventus            |
| 1984–85  | Everton             |
| 1985–86  | Dynamo Kyiv (2)     |
| 1986–87  | Ajax Amsterdam      |
| 1987–88  | KV Mechelen         |
| 1988–89  | Barcelona (3)       |
| 1989–90  | Sampdoria           |
| 1990–91  | Manchester United   |
| 1991–92  | Werder Bremen       |
| 1992–93  | AC Parma            |
| 1993–94  | Arsenal             |
| 1994–95  | Real Zaragoza       |
| 1995–96  | Paris Saint-Germain |
| 1996–97  | Barcelona (4)       |
| 1997–98  | Chelsea (2)         |
| 1998–99  | Lazio               |

Cúp các câu lạc bộ đoạt cúp bóng đá quốc gia châu Âu (tiếng Anh: UEFA Cup Winners' Cup; tên thường gọi: Cúp C2) là giải bóng đá hàng năm do Liên đoàn bóng đá châu Âu tổ chức cho các câu lạc bộ vô địch cúp quốc gia ở châu Âu. Giải tổ chức từ năm 1960 và sáp nhập vào Cúp UEFA năm 1999.

## Các kỷ lục
- Đội vô địch nhiều nhất :  Barcelona (4 lần; 1979, 1982, 1989, 1997)
- Đất nước có nhiều câu lạc bộ vô địch nhất :  Anh (8 lần)